# الداقمة
الداقمة إحدى قرى الجمهورية التونسية، تقع في ولاية منوبة، شمال غربي مدينة تونس.

### مواضيع ذات علاقة
- ولاية منوبة.